# The Elder Scrolls III: Morrowind
A The Elder Scrolls III: Morrowind egy akció-szerepjáték, amelyet a Bethesda Game Studios fejlesztett, és a Bethesda Softworks, illetve a Ubisoft adott ki. A The Elder Scrolls sorozat harmadik része, 2002 májusában jelent meg Microsoft Windows operációs rendszerre később pedig Xbox konzolokon is elérhetővé vált. Elődje a The Elder Scrolls II: Daggerfall 1996-ban jelent meg, míg a folytatása, az The Elder Scrolls IV: Oblivion 2006-ban került a boltok polcaira. A játék a kritikusok és a játékosok tetszését egyaránt elnyerte: több mint négy millió példány kelt el a játékból és több mint 60 különböző díjat kapott. A játékhoz két kiegészítő készült, a Tribunal, valamint a Bloodmoon. A kiegészítőket, illetve az alapjátékot tartalmazó Morrowind: Game of the Year Edition Microsoft Windows és Xbox platformra egyaránt 2003 őszén került a boltokba.

## Fejlesztés
Az Elder Scrolls sorozat harmadik részének ötlete a Daggerfall készítése alatt fogant meg. Az elképzelés szerint a játék neve Tribunal lett volna, és a Summerset Isles-ön játszódott volna. Eredetileg közelebb állt volna a Daggerfall-hoz. Dagoh Ur serege dinamikus erőnek volt eltervezve, ami terjeszkedik és városokat pusztít a játék során. A végső döntés viszont az volt, hogy a jelenlegi technológiával a célokat nem lehet megvalósítani. Ken Rolston szerint egy hasonló mondat hangzott el: "We’re not ready for it, we don’t want to jump into this and fail" („Nem vagyunk felkészülve rá, nem akarunk beleugrani, és megbukni vele”).
A tervet végül 1997-ben felfüggesztették, amíg a Bethesda a Redguard-on és a Battlespire-on dolgozott. A Redguard projekt befejezése a Morrowindhez való visszatérést eredményezte. Mivel úgy érezték, hogy a köztük és a rivális cégek között a technikai különbségek megnőttek, a régi XnGine-t lecserélték egy Direct3D-s motorra ami sok újítást vezetett be, például támogatta a 32 bites textúrákat.
A játék arányait csökkentették az eredeti elképzeléshez képest. Úgy döntöttek, hogy a játékbeli világ teljes mértékben "kézzel" lesz benépesítve, ahelyett, hogy algoritmikus módszereket alkalmaznának, mint az Arená-ban, vagy a Daggerfall-ban. 2000-re a játék egyértelműen egyjátékos módú volt, amihez nem terveztek többjátékos módot. A projekt a csökkentett arányok ellenére is óriási befektetéssé nőtte ki magát, így a Bethesda megtriplázta alkalmazottainak számát, és a fejlesztés első évét a The Elder Scrolls Construction Set-re fordította, ami lehetővé tette a programozóknak, hogy könnyedén változtassák a játékot a legapróbb részletekig. Todd Howard projektvezető szerint a Construction Set egy közösségi sóvárgás eredménye volt "RPG operációs rendszer" után, ami képes a bővítésre és módosításra, és nem csak egy egyszerű játék. A nagy létszám ellenére Ken Rolston később kijelentette, hogy a tervezőosztály létszáma kicsi volt az Oblivionhoz képest.
2000 májusában a Bethesda bejelentette, hogy PC-re a játék 2001 végére várható. 2001 májusában bejelentették, hogy megjelenik Xbox-ra is. Az E3-n, 2001-ben bemutattak egy demót a játékról. 2001. október 12-én  jelentették be, hogy a játék 2002 tavaszára várható. 2002. április 23-án a játék kapható volt.
A szokástól eltérő módon a Bethesda úgy döntött, hogy a tanácsokkal ellátott útmutatót nem másik céggel adatja ki, hanem megcsinálják ők maguk. A döntés annak köszönhető, hogy a fejlesztői csapat úgy gondolta, hogy jobban érti a játékot, mint bármilyen a cégen kívül álló személy(ek), és nagyobb elismerést akartak kivívni a játéknak, mint amennyit általában kapott. Így a Bethesda felbérelte Peter Olafsont, és 2002 januárjában elkezdték megszerkeszteni az útmutatót, négy hónappal a játék piacra dobása előtt. A kész termékből, a Morrowind Prophecies Strategy Guide-ból végül több mint 200 000 példány kelt el.

## Fontosabb szereplők
- Caius Cosades- A Blades-nek (Pengék) nevezett királyi kém és hírszerző szervezet legrangosabb tagja a szigetről
- Dagoth Ur - (eredeti neve „Dagoth Voryn”, Lord Vivec „Sharmat” néven említi) a Vörös hegyen lakó gonosz ellenség
- Azura - Daedra hercegnő
- Nibani Maesa - Az Urshilaku törzs sámánja
- Sul-Matuul - Az Urshilaku törzs vezére
- Jentleman Jim Stacey - A tolvajok céhének feje
- Trebonius főmágus - A varázslók céhének feje
- Sjoring Hard-Heart - A harcosok céhének feje
- Divayth Fyr - Egy Telvanni mágus, aki kigyógyítja a főhőst a gyógyíthatatlannak hitt Corprus betegségből
- Orvas Dren - A Camonna Tong feje
- Lord Vivec - Egy halandóból lett isten
- Yagrum Bagarn - Az utolsó élő Dwemer (Dwarf)
- Gothren- A Telvanni ház feje
- Bolvyn Venim- A Redoran ház feje
- Crassius Curio- Egy excentrikus Hlaalu tanácsos

## Történet
|  | Alább a cselekmény részletei következnek! |

Régen két népcsoport létezett: chimer (elf) és dwemer (törp). A chimerek a régi isteneket imádták, a dwemerek a tudományokat kedvelték, kizárólag két dolgot imádtak: a logikát és a racionalitást. A két népcsoport folyton összeütközésbe került, mert a chimerek rossz szemmel nézték a dwemerek kísérleteit. Kutatásaik során a dwemerek megtalálták Lorkhan isten földbe ásott szívét, a Red Mountain (Vörös Hegység) alatt. Mivel a szív érintése puszta kézzel azonnali halált okozott, Kagrenac dwemer mérnök elkészítette a később Kagrenac eszközei néven közismertté váló eszközöket, a Repesztőt, a Kísértetőrt, és a Hasítót, hogy azok segítségével kísérletezhessen a szívvel. A chimerek és dwemerek közti végső ütközet alatt Kagrenac megpróbálta a dwemereket halhatatlanná tenni eszközei segítségével, Lorkhan szívéből merítve erőt. Ekkor az összes dwemer eltűnt, és azóta sem derült ki, mi történt velük (feltételezések szerint egyszerűen nyom nélkül elpusztultak, egy másik változat szerint átkerültek egy másik dimenzióba). Nerevar és Dagoth Úr, a chimer sereg két vezetője szemtanúi voltak a műveletnek. Megtalálták az eszközöket, amiket Dagoth Ur rögtön meg akart semmisíteni, de Nerevar úgy döntött, megkérdi tanácsosait (Vivec, Sotha Sil, Almalexia). Megbízta Dagoth Urt, hogy amíg távol van, ügyeljen az eszközökre. Nerevar és tanácsosai úgy döntöttek, hogy megtartják az eszközöket, arra az esetre, ha a dwemerek valamilyen úton visszatérnek. Esküt tettek mind, hogy nem használják Kagrenac eszközeit. Mire visszaértek, Dagoth Ur az eszközök hatalmától megbolondult, és nem akarta átadni a szerszámokat. Ütközetre került sor, ami során Nerevar meghalt, és Dagoth Ur halálosan megsebesült, de sikerült elmenekülnie. A három tanácsos idővel megszegte az esküjét és a szív erejét felhasználva istenekké változtatták magukat. Amiért megszegték az esküjüket, Azura istennő megátkozta az egész chimer fajt, ettől kezdve a bőrük sötét lett. Később kiderült, hogy Dagoth Ur túlélte a küzdelmet.
A játékos hosszú útját Seyda Neen-ben kezdi. Rabként érkezik, hajóval, és az uralkodó parancsára engedik szabadon. Itt választja ki, hogy milyen fajhoz fog tartozni, mi lesz a horoszkópja, és mik lesznek a fő adottságai.
A játék folyamán kiderül, hogy a szereplő valószínűleg a Nerevarine, Nerevar, az ősi chimer hős reinkarnációja. Később, a küldetések során lassanként egyre többet és többet tudunk meg saját magunkról, a környezetünkről, történetéről, valamint az ellenségről, Dagoth Ur-ról.
A szereplő egyre több tulajdonságát mutatja a Nerevarine-nek, akivé a próbák során válik. A főhős csak azután válhat a Nerevarine-né, miután megfelel a változatos jóslatoknak, mint például az, hogy a Nerevarine-t nem sújtja a "hús átka", ami alatt azt kell érteni, hogy nem kaphat el semmilyen betegséget, és nem öregedik. Ahhoz hogy ezt teljesítse, el kell kapjon egy halálos betegséget, a Corprus-t, aminek egy varázsló a negatív hatásait majd meggyógyítja. Ilyen  próba továbbá az, hogy az összes nagy ház Horthatornak és az összes Ashlander törzs Nerevarine-nek kell elfogadja. Miután kiállta a próbákat, a karakter a Red Mountain barlangrendszereibe merészkedik, hogy megküzdjön Dagoth Ur-ral.
A történet Dagoth Ur halálával végződik, így a járványok elmúlnak, és Azura gratulál a szereplőnek.
|  | Itt a vége a cselekmény részletezésének! |

## A karakter létrehozása
Amint a játékos hajón megérkezik Seyda Neen-be, elkezdheti a karakterét létrehozni, úgynevezett NPC-k (számítógép által irányított szereplők) kérdéseire válaszolva. Meg kell adja a karaktere nevét, választania kell, hogy milyen fajhoz tartozzon (Altmer, Argonian, Bosmer, Breton, Dunmer, Imperial, Khajiit, Nord, Orc, Redguard), kategóriáját (Acrobat, Agent, Assassin, Barbarian, Bard, Bettlemage, Crusader, Healer, Knight, Mage, Monk, Nightblade, Pilgrim, Rogue, Scout, Sorcerer, Spellsword, Thief, Warrior, Witchhunter), és csillagjegyét (The Warrior, The Mage, The Thief, The Serpent, The Lady, The Steed, The Lord, The Apprentice, The Atronach, The Ritual, The Lover, The Shadow, The Tower). Mindegyik választása nagy hatással lesz a játék további részére, mivel minden választásnak megvannak az előnyei, ugyanúgy, mint a hátrányai.

## Céhek, szervezetek
Azon céhek, szervezetek felsorolása, amelyekbe a játékos beléphet, vagy más okokból kiemelten fontosak a játékos számára.
Ashlanders
A homokos pusztában élő nomád törzsek gyűjtőneve. A fő küldetés során automatikusan csatlakozik a játékos. Rangok (növekvő sorrendben): Clanfriend, Heartfriend, Brother, Initiate, Clanholder, Guide, Champion, Gulakhan, Farseer, Ashkan.
Blades
A királyi kém és hírszerző szervezet. A játékos a fő küldetések során automatikusan tagjává válik.
Rangok (növekvő sorrendben): Novice, Apprentice, Journeyman, Finder, Traveler, Operative, Agent, Spy, Spymaster, Grand Spymaster.
Dark Brotherhood
Bérgyilkosok szervezete, esküdt ellensége a Morag Tongnak. Nem lehet csatlakozni hozzájuk, csak az Oblivionban, a The Elder Scrolls IV. részében. Rangok (növekvő sorrendben): Underling, Clerk, Steward, Fixer, Agent, Negotiator, Officer, Deputy, Factor.
East Empire Company
A Bloodmoonban lehet csatlakozni hozzájuk. Egy birodalmi kereskedői cég, ami a következőket árulja: Flin, nyers ében, nyers (megmunkálatlan) üveg, Dwemer leletek.
Fighters Guild
A magyarul „harcosok céhébe” tartoznak az alábbi rangok (növekvő sorrendben): Associate, Apprentice, Journeyman, Swordsman, Protector, Defender, Warder, Guardian, Champion, Master.
House Hlaalu
A kereskedők háza, haladó szellemiségű, gazdaságilag és politikailag a legbefolyásosabb ház.
Rangok (növekvő sorrendben): Hireling, Retainer, Oathman, Lawman, Kinsman, House Cousin, House Brother, House Father, Councilman, Grandmaster.
House Redoran
A Redoran ház tagjai az összes többi erény elé helyezik a becsületet, úgy tartják, hogy könnyű, semmittevéssel eltelt életet nem érdemes élni.
Rangok (növekvő sorrendben): Hireling, Retainer, Oathman, Lawman, Kinsman, House Cousin, House Brother, House Father, Councilman, Archmaster.
House Telvanni
Magányos mágusok, tudósok háza. Nem törődnek környezetükkel, csak kutatásaikkal.
Rangok (növekvő sorrendben): Hireling, Retainer, Oathman, Lawman, Mouth, Spellwright, Wizard, Master, Magister, Archmagister.
Imperial Legion
A legerősebb katonai erő Morrowindben, a birodalmi kormányzás alárendeltje. Rangok (növekvő sorrendben): Recruit, Spearman, Trooper, Agent, Champion, Knight Errant, Knight Bachelor, Knight Protector, Knight of the Garland,  Knight of the Imperial Dragon.
Imperial Cult
Misszionáriusokhoz hasonlíthatók. A Nine Divines (magyarul: Kilenc Szent, név szerint Aedra Akatosh, Dibella, Arkay, Zenithar, Mara, Stendarr, Kynareth, és Julianos valamint a Talos Cult) tanításait terjesztik. Rangok: (növekvő sorrendben) Layman, Novice, Initiate, Acolyte, Adept, Disciple, Oracle, Invoker, Theurgist, Primate.
Mages Guild
A magyarul „mágusok céhe” a varázslattal, alkímiával foglalkozók összefogására, segítésére létrejött szervezet, rossz szemmel néz a Telvanni ház magányos mágusaira.
Rangok (növekvő sorrendben): Associate, Apprentice, Journeyman, Evoker, Conjurer, Magician, Warlock, Wizard, Master Wizard, Arch-Mage.
Morag Tong
A Morag Tong bérgyilkosok szervezete, akik szigorú etikett szerint járnak el. Halálos ellenségei a Dark Brotherhood-nak.
Rangok (növekvő sorrendben): Associate, Blind Thrall, Thrall, White Thrall, Thinker, Brother, Knower, Master, Exalted Master, Grandmaster.
Thieves Guild
A Thieves Guild (magyarul tolvajok céhe) a "becsületes" tolvajok céhe, akik szigorú szabályokhoz igazodva végzik munkájukat.
Rangok (növekvő sorrendben): Toad, Wet Ear, Footpad, Blackcap, Operative, Bandit, Captain, Ringleader, Mastermind, Master Thief
Tribunal Temple
A Dunmer-ek hagyományos vallása, a Tribunalt más néven Almsivi-t tisztelik, ami 3 istenből áll (Almalexia, Sotha Sil és Vivec).
Rangok (növekvő sorrendben): Layman, Novice, Initiate, Acolyte, Adept, Curate, Disciple, Diviner, Master, Patriarch.

## Környezet
A történet Tamriel egyik provinciájában, Morrowindban játszódik, ezen belül is a Vvardenfell nevű szigeten és az azt övező kisebb-nagyobb szigetcsoportokon. A játék előző epizódjaival ellentétben a játékbeli környezet nem véletlenszerűen generált, hanem teljes mértékben meg van tervezve, és minden tárgy külön van elhelyezve így a játékosokat meglepte változatossága, és kidolgozottsága. A bejárható terület kisebb is, mint az előző epizódokban, de mivel nagyon részletes, ezért mégis megmarad az "óriási terület" benyomása.
A játékban több mint 300 könyv van. Ezek össz-hosszát a PC Gamer „6 standard méretű regény”-re értékelte. A könyvek segítséget nyújtanak a játékosnak a játék különböző területein, a térség történetét mesélik el, de egyesek megállják a helyüket önálló műként is. Sok kritikus szerint - mint például  Phillip Scuderi - a könyvei teszik igazán értékessé a Morrowindet.

## Hang
A Morrowind zenéjét Jeremy Soule írta. A Bethesda sajtóközleményéből az derül ki, hogy úgy gondolják, a Morrowind megrendítő hatását részben a nagy létszámú zenekarral felvett háttérzenének köszönheti, amit saját bevallása szerint Soul a legjobban kedvel. Sok kritikus viszont részben elégedetlen a zenével. A GameSpot és GameSpy a zene hosszát kifogásolta, viszont a minőségét ők is elismerték.
2003 februárjában jelölték Outstanding Achievement in Original Music Composition (Kiemelkedő teljesítményű eredeti zenei mű) díjra, a 6. Annual Academy of Interactive Arts & Sciences's Interactive Achievement Awards -on, de a Medal of Honor: Frontline nyerte el a díjat.
| The Elder Scrolls III: Morrowind eredeti háttérzenéje (ami a Collector's Edition-nel került kiadásra) |
| --- |
| 1. Lemez (40:22) 1. Nerevar Rising - 1:56 2. Bright Spears, Dark Blood - 2:08 3. Over the Next Hill - 3:06 4. Knight's Charge - 2:07 5. Peaceful Waters - 3:07 6. Dance of Swords - 2:15 7. The Road Most Travelled - 3:17 8. Hunter's Pursuit - 2:20 9. Blessing of Vivec - 3:18 10. Ambush! - 2:35 11. Silt Sunrise - 3:13 12. Stormclouds on the Battlefield - 2:13 13. Shed Your Travails - 3:15 14. Drumbeat of the Dunmer - 2:05 15. Caprice - 3:27 |

## Díjak
A Morrowind megnyerte a GameSpy által kiosztott PC RPG Game of the Year Award-ot (Az év PC szerepjátéka), annak ellenére, hogy a közvéleménykutatások alapján veszített a Neverwinter Nights-szal szemben 24%-ot érve el a Neverwinter Nights 34,3% -ához képest. Továbbá megnyerte az IGN által kiosztott RPG Vault's Game of the Year Award, valamint PC Roleplaying Game: Game of the Year Award dijakat. Az IGN felhasználók megszavazták Legjobb Történet kategóriában is. A Gamespot díjakat viszont nem sikerül t megnyernie, mivel a Neverwinter Nights megelőzte. 2003 szeptemberében felkerült a GameSpy "25 legjobban túlbecsült játék" listájára 21. helyezettként a programhibás, és ismétlődő elemekkel rendelkező játékáért.

## Érdekességek
- A látszólag értelmetlen szöveggel teli  N'Gasta! Kvata! Kvakis! könyvről kiderült, hogy enyhén elváltoztatott eszperantó nyelven van írva, és semmi köze nincs a Morrowindhez.
- A No-h's Picture Book of Wood könyvet olvasva megtudjuk, hogy az utolsó oldalt vandál stílusban összefirkálták a "Boat Ack" felirattal. Ez utalás Kurt Cobainre, ugyanis tudjuk, hogy a rendőrség elkapta, amint ugyanezt a feliratot firkálta egy hajó oldalára.
- Az Ashlander nevek gyakran tartalmaznak utalásokat asszír és babiloniai nevekre. (pl. Ashu-Ahhe, Dun-Ahhe, Tin-Ahhe nevek emlékeztetnek uralkodók neveire, mint Ashur-nadin-ahhe vagy Marduk-nadin-ahhe).
- Ha az ember észrevétlenül odalopakodik az Ash Slave-ekhez, és beszélni kezd velük, azt hiszik, hogy a bútorok beszélnek velük. Ez megmagyarázza a Sixth House bázisok bútorainak szokatlan elrendezéseit.
- Két kereskedő van a játékban, akik a teljes árért veszik meg a játékos tárgyait. Az egyik egy Scamp, a másik egy Mudcrab. Mindkét állat barátságos, viszont nehéz őket megtalálni.
- Mudan Grotto-ban található egy csontváz, aminek Peke Utchoo a neve, ami utalás Pikachu-ra a Pokemonból.
- Néha a High Elf karakterek ezt mondják: I don't recall using teleportation. And there I was. Alone. Naked. (magyarul: Nem emlékszem, hogy teleportáltam volna. És ott voltam. Egyedül. Meztelenül.) Ez utalás a Terminatorra.[16]

## Magyarítás
A játék és annak kiegészítői magyarul is játszhatók a MorroHun Team jóvoltából, akik 5 184 600 karaktert fordítottak le. A csapat nem sokkal a játék 2003-as megjelenése után alakult meg, majd 4 évvel ezután, 2008-ban elkészült az alapjáték magyarítása. Három hónapra rá elkészültek az első kiegészítő, a Tribunal magyarra fordításával, végül 2008 decemberében a Bloodmoon kiegészítővel teljessé vált a Morrowind honosítása.

## Külső hivatkozások
- A játék hivatalos weboldala
- A The Elder Scrolls sorozat önálló wiki oldala
- The Elder Scrolls III: Morrowind az IMDb adatbázisában